# Miles Aiken
Miles Aiken   (Nova York, 27 de desembre de 1941) és un exjugador, entrenador i comentarista de bàsquet nord-americà. Amb 1.98 d'alçada, el seu lloc natural a la pista era el de pivot.
Va destacar en l'equip universitari de St. Bonaventure College i les seves actuacions presagiaven una reeixida carrera a l'NBA, però una lesió en el genoll va provocar que no entrés en el Draft de 1965 i acabés fitxant per l'Águilas Escolapios Schuss de Bilbao, entrenat per Díaz Miguel amb la intenció de romandre un any a Europa, però aconsegueix ser el màxim golejador de la lliga espanyola i fitxa pel Reial Madrid per dues temporades, les quals a causa de les seves bones actuacions es van convertir en quatre. Les diferències amb l'entrenador del Reial Madrid, Pedro Ferrándiz, provocaren que abandonés l'equip i fixés pel Fides Napoli, equip on es va retirar i es convertí en entrenador. Posteriorment va dirigir la selecció de bàsquet d'Anglaterra durant vuit anys. Compagina la seva tasca d'entrenador amb la de comentarista esportiu principalment pel Chanel 4 de la BBC.

## Trajectòria
- 1962-1965: Universitat de St. Bonaventure
- 1965-1966: Águilas Escolapios Schuss de Bilbao
- 1966-1969: Reial Madrid
- 1969-1970: Fides Napoli

## Títols
- 2 Copes d'Europa (1967 i 68).
- 1 Lliga (1969).
- Màxim anotador de la Primera Divisió Espanyola 1965/66.